# Wegen in Montenegro

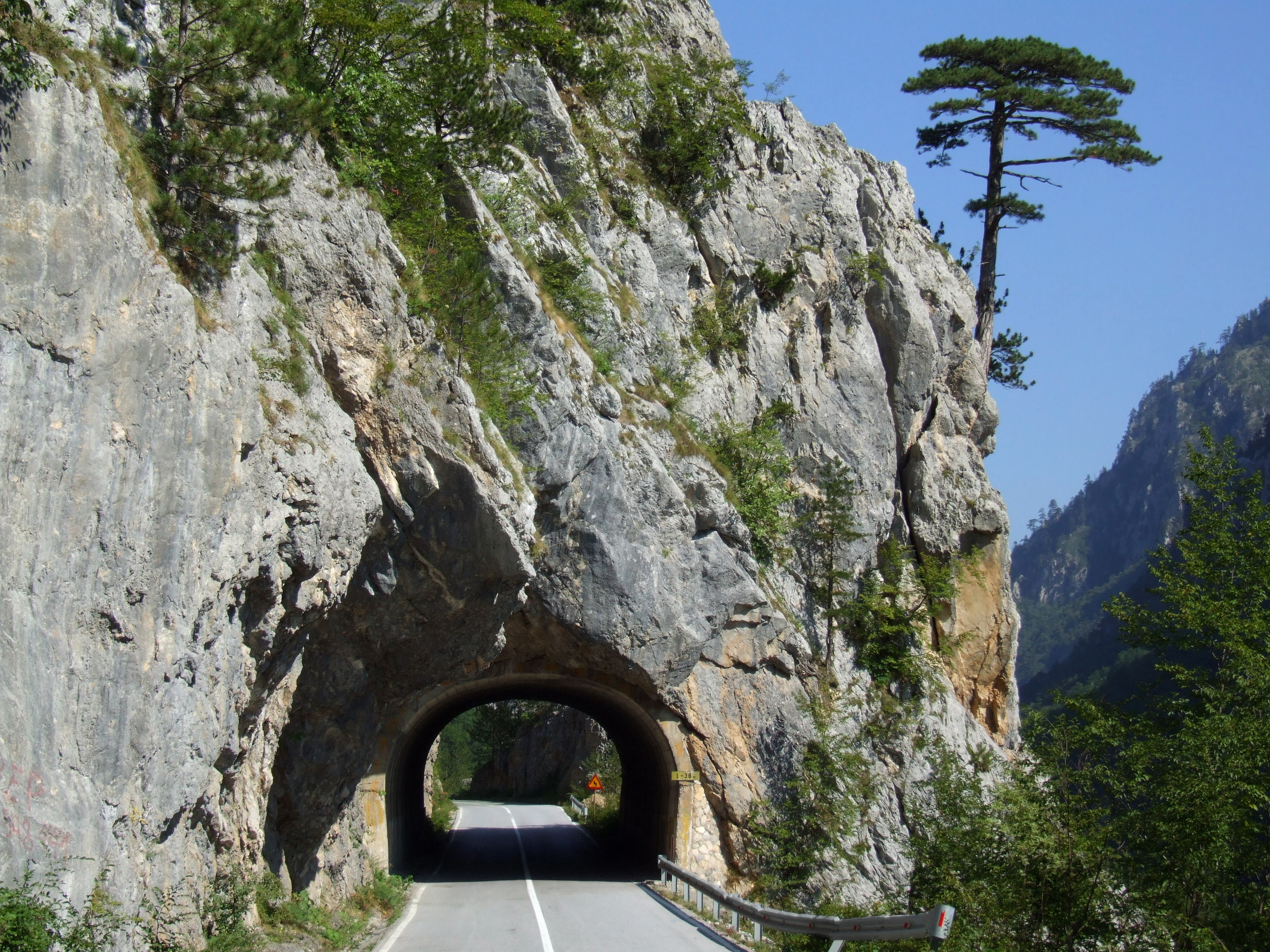
De R-4 in het dal van de Tara

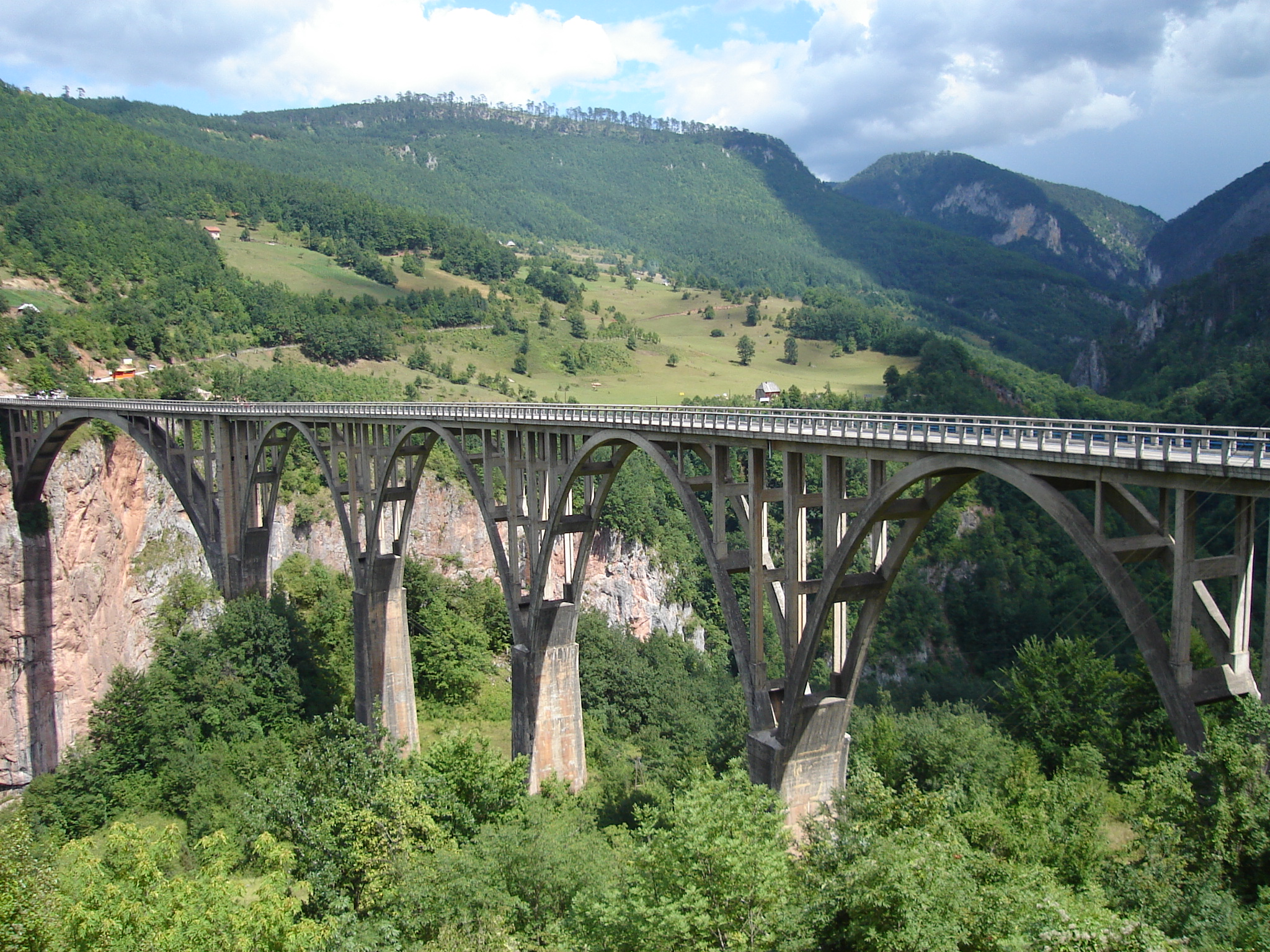
De Đurđevića-Tarabrug uit 1940

De wegen in Montenegro vormen een redelijk uitgebreid netwerk in het land. Door het bergachtige landschap zijn de reistijden vaak erg hoog.

## Autosnelwegen
Er is op dit moment slechts één stuk autosnelweg in Montenegro. Dit komt vooral de hoge aanlegkosten vanwege de bergen en het kleine aantal inwoners (657.394). Er zijn wel plannen voor autosnelwegen. De A-1 moet tussen Servië, Podgorica en Bar gaan lopen. De aanleg van deze weg is in 2009 begonnen maar in 2010 alweer stilgelegd door geldgebrek. Daarnaast zijn er ook plannen voor de A-2. Deze weg zal een oost-westverbinding door het land gaan vormen en onderdeel worden van de Adriatisch-Ionische autosnelweg tussen Italië en Griekenland.

## Wegnummering
Wegnummers bestaan in Montenegro uit een prefix en een nummer, gescheiden door een streepje. De prefix hangt af van het wegtype. Toekomstige autosnelwegen krijgen de prefix 'A' van autoput (autosnelweg), hoofdwegen hebben de prefix 'M' van magistralni put en regionale wegen de 'R' van regionalni put. In de nummering van de hoofdwegen ontbreken veel nummers, doordat Montenegro voor de hoofdwegen nog steeds de oude Joegoslavische wegnummering gebruikt.

## Bewegwijzering
De bewegwijzering wordt uitgevoerd in gele borden met zwarte letters, groen met witte letters op snelwegen. Snelwegen worden aangegeven met een groen wegschild, hoofdwegen worden aangegeven met een blauw wegschild en regionale wegen met een geel schild. Toeristische doelen worden in wit op bruin weergegeven. Ondanks dat het Montenegrijns in zowel het Latijnse als het Cyrillische alfabet kan worden geschreven, wordt enkel het Latijnse alfabet op de bewegwijzering gebruikt.
Albanië · Andorra · Armenië · Azerbeidzjan · België · Bosnië en Herzegovina · Bulgarije · Cyprus · Denemarken · Duitsland · Estland · Finland · Frankrijk · Georgië · Griekenland · Hongarije · IJsland · Ierland · Italië · Kazachstan · Kroatië · Letland · Liechtenstein · Litouwen · Luxemburg · Malta · Moldavië · Monaco · Montenegro · Nederland · Noord-Macedonië · Noorwegen · Oekraïne · Oostenrijk · Polen · Portugal · Roemenië · Rusland · San Marino · Servië · Slovenië · Slowakije · Spanje · Tsjechië · Turkije · Vaticaanstad · Verenigd Koninkrijk · Wit-Rusland · Zweden · Zwitserland